# Elecciones legislativas de Austria de 1945
Las elecciones generales de Austria de 1945 tuvieron lugar el 25 de noviembre del mencionado año con el objetivo de elegir a los 165 miembros del Consejo Nacional, cámara baja del Parlamento Austríaco. Se trató de los primeros comicios que tenían lugar después de la restauración de Austria como estado en abril, poco antes de la derrota de la Alemania Nazi en la Segunda Guerra Mundial. La elección se dio siete años después de haber sido anexionada por dicho país, por lo que fueron también las primeras elecciones generales libres en territorio austríaco desde 1930, antes de la toma violenta de poder fascista de 1934.
En el momento de las elecciones, Austria se encontraba ocupada por los Aliados y regida por un gobierno provisional encabezado por Karl Renner e integrado por el Partido Socialista (SPÖ), el Partido Popular (ÖVP) y el Partido Comunista (KPÖ). El Partido Nacionalsocialista Obrero Alemán fue prohibido formalmente y el país se sometió a un proceso de desnazificación. Más de 200.000 votantes fueron retirados del registro por su antigua filiación nazi y muchos hombres que hubieran podido votar todavía no habían salido del cautiverio, por lo que las mujeres constituyeron una abrumadora mayoría del electorado. Se empleó la ley electoral y la constitución de la «Primera República». En simultáneo con las elecciones al Consejo Nacional, se celebraron comicios en los nueve estados federales.
Los Aliados solo permitieron la participación de los tres partidos que conformaban el gobierno de coalición: el SPÖ, el ÖVP y el KPÖ. Únicamente en el estado de Carintia, en la zona de ocupación británica, se permitió la concurrencia del liberal Partido Democrático de Austria (DPÖ). La realización de los comicios se consideró clave para definir la posición que tomaría Austria en el período de la inminente Guerra Fría entre los bloques comunista y capitalista. El líder del KPÖ, Johann Koplenig, había trabajado para asegurar una victoria comunista en conjunto con las fuerzas soviéticas, y la formación del gobierno provisional encabezado por un socialista había provocado cierto recelo en las potencias occidentales. El ÖVP, fuerza sucesora del Partido Socialcristiano de preguerra, se presentó bajo el liderazgo de Leopold Figl manejó un discurso fuertemente antimarxista y se representó como «el partido austríaco» por excelencia, defendiendo un programa basado en la doctrina social de la iglesia, mientras que el SPÖ concurrió a los comicios desorganizado por la represión sufrida durante el período nazi y las divisiones internas entre buscar una mayor cooperación con el KPÖ o separarse definitivamente, a la par que debía sostener la inestable coalición gobernante.
En última instancia, el ÖVP obtuvo un amplio triunfo con el 49,80% de los votos válidamente emitidos y una mayoría absoluta de 85 escaños en el Consejo Nacional. El SPÖ capitalizó exitosamente una mayoría del voto de izquierda y logró un 44,60% y 76 escaños, lo que de hecho representó una mejoría respecto a la elección anterior de 1930. La gran sorpresa de la jornada fue el pésimo resultado del KPÖ, que recogió tan solo un 5,42% de las preferencias y, con 4 escaños, apenas si consiguieron ingresar al parlamento. Esto constituyó un durísimo revés para los comunistas, que habían asegurado a las fuerzas de ocupación soviética que podían lograr hasta el 30% de los votos en el período previo a las elecciones, y se terminó achacando a las acciones violentas del Ejército Rojo en su zona de ocupación. El DPÖ obtuvo algo más del 3% de los votos en Carintia y ningún escaño. La participación fue del 94,31% del electorado habilitado.
Con dos escaños por encima de la mayoría, el ÖVP tenía en teoría suficiente control parlamentario para gobernar en solitario. Sin embargo, la experiencia de la violencia partidista y la inestabilidad gubernamental vista durante la «Primera República» llevó a Figl a tomar la decisión de preservar la coalición con el SPÖ y el KPÖ, pero reduciendo significativamente la influencia comunista. Como resultado, no hubo una oposición formal durante la legislatura subsiguiente. Renner fue elegido Canciller Federal de Austria unánimemente por el Consejo Nacional el 20 de diciembre de 1945.

## Resultados

### Nivel general
|  | 49.80 % |

|  | 44.60 % |

|  | 5.42 % |

|  | 0.19 % |

|  | 98.89 % |

|  | 1.11 % |

|  | 100.00 % |

|  | 94.31 % |